# Kongōsen-ji

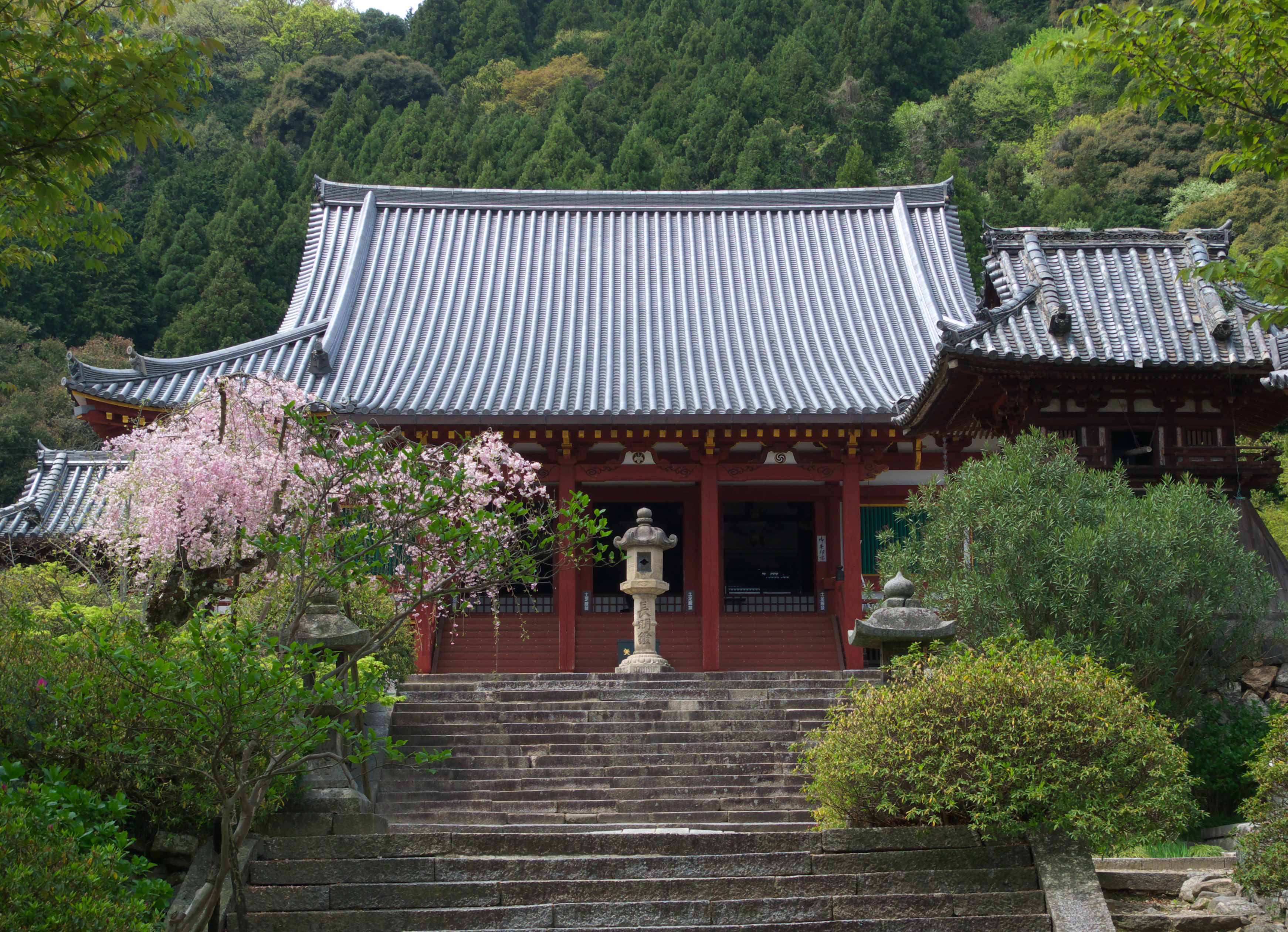
Haupthalle (hondō) des Tempels Kongōsen

Der buddhistische Tempel Kongōsen-ji (jap. 金剛山寺) besser bekannt unter der Bezeichnung Yata-dera (矢田寺) steht auf dem Yata-san in der Nähe von Yamatokōriyama in der japanischen Präfektur Nara.
Vor 1.300 Jahren predigte Ōama no miko (Temmu-tennō) auf dem Yata-san für den Sieg. 676 wurden vom Priester Chitsu-sojo die ersten Tempel gebaut. Vor 810 wurde die Jizō Bosatsu (Ksitigarbha-bodhisattva) von Manmai-shonin und Onono-Takamura aufgestellt.

## Wichtige Feste & Ereignisse
- Im Juni blühen die Hortensien in den leuchtenden Farben von Purpur, Blau und Violett
- Am 23. + 24. August Jizo-ekishi-Zeremonie